# Мартинс, Паулу
Паулу Сезар да Силва Мартинс (порт. Paulo César da Silva Martins; 20 ноября, 1991, Сан-Паулу, Бразилия) — восточнотиморский футболист бразильского происхождения, защитник.

## Клубная карьера
Начинал играть в футбол на родине. Выступал за клубы низших футбольных лиг: «Жуазейру», «Посойнс» и «Серрано» из Петрополиса. В 21 год уехал в Китай, где стал присоединился к сяомыньскому клубу «Монте-Карло». В составе клуба стал чемпионом Макао. В 2014 году перешёл в иранский клуб второго дивизиона «Паям» из Мешхеда. Зимой 2015 года подписал контракт с эмиратским клубом «Аль-Иттихад». Дебютировал 16 февраля в домашней игре с «Шарджей», выйдя в стартовом составе. Вместе с клубом занял последнее место в чемпионате и вылетел в Первый дивизион. Поэтому после открытия летнего трансферного окна перешёл в клуб Тай Первого дивизиона «Сонгхла Юнайтед». В 2016 году перешёл в клуб индонезийского Чемпионшипа «ПСМ Макассар». Дебютировал 29 мая в гостевой игре с «ПС ТНИ», выйдя в стартовом составе. Зимой 2017 года присоединился к клубу Тай Второго дивизиона «Кхонкэн». В составе клуба выиграл сезон 2017, заработав повышение во второй дивизион. Зимой 2019 года перешёл в клуб бразильского пятого дивизиона «Витория-да-Конкиста». Так и не успев дебютировать за клуб, в начале весны присоединился к клубу «Атлантис», выступающему в четвёртом дивизионе Финляндии. Дебютировал 8 мая в гостевом матче с «Финнкурдом», выйдя в стартовом составе. За 9 матчей, проведённых за клуб, ни разу не проиграл. 9 августа подписал контракт с клубом Юккёнена «КТП». Дебютировал 12 августа в домашнем матче с «Тампере», выйдя в стартовом составе. Первый и единственный гол за клуб забил 14 сентября в гостевой встрече с «Каяани». Зимой 2020 года покинул клуб.

## Карьера в сборной
Выступал за сборную до 23 лет. За основную сборную дебютировал 12 октября в домашнем матче чемпионата АСЕАН 2014 со сборной Брунея, выйдя в стартовом составе. 19 января 2017 года АФК заявила, что Мартинс и ещё 11 бразильских футболистов не имеют права выступать за Восточный Тимор.

## Достижения

### Клубные

#### «Монте-Карло»
- Чемпион Макао: 2013

#### «Кхонкэн»
- Победитель Тай Второго дивизиона: 2017